# Chiesa della Beata Vergine delle Grazie (Goro)
La chiesa della Beata Vergine delle Grazie è la parrocchiale di Goro, in provincia di Ferrara. Risale al XVIII secolo.

## Storia
A Goro la prima chiesa venne costruita nel 1787. In tale periodo i fedeli del paese disponevano di un edificio di culto sul loro territorio, con dedicazione a San Nicola e San Giovanni Nepomuceno.
Nel 1793 la chiesa venne benedetta dal vescovo ausiliare di Venezia, mons. S. Scherimann.
Una piena del fiume Po, nel 1839, distrusse parte del paese e la nuova costruzione fu possibile completarla soltanto nel 1850. L'edificio ebbe un aspetto neoclassico e l'intitolazione mutò in quella recente, alla Beata Vergine delle Grazie.
Nella seconda metà del XX secolo fu oggetto di restauri.
Un ultimo ciclo di restauri sulla facciata si realizzò tra il 2000 e il 2011, in seguito ad un incendio che la danneggiò. La finestra sopra il portale principale venne ridisegnata.